# Gierałtowiec
Gierałtowiec (niem. Giersdorf) – wieś w Polsce położona w województwie dolnośląskim, w powiecie złotoryjskim, w gminie Złotoryja.

## Podział administracyjny
Dawniej, do Gierałtowca należała kolonia w Ernestynowie, a w wyniku przesunięć administracyjnych przeprowadzonych niedługo przed II wojną światową także Brennik. W latach 1954–1972 wieś należała i była siedzibą władz gromady Gierałtowiec. W latach 1975–1998 miejscowość administracyjnie należała do województwa legnickiego.

## Demografia
Przed II wojną światową wieś liczyła około 450 mieszkańców. Według Narodowego Spisu Powszechnego (III 2011 r.) było ich 559. Obecnie jest szóstą co do wielkości miejscowością gminy Złotoryja.

## Nazwa
Gierałtowiec po raz pierwszy w dokumentach został wymieniony dość późno, bo w roku 1414 jako Gerisdorf. Pierwotna nazwa brzmiała prawdopodobnie Gerhardsdorf, natomiast ostatnia niemiecka – Giersdorf.

## Krótki opis
Obecnie znajdują się we wsi: szkoła, ośrodek zdrowia, punkt gminnej spółdzielni, sklep spożywczy, kiosk, świetlica i biblioteka. Większość ludności wsi jest wyznania katolickiego.

## Historia
Gierałtowiec był generalnie protestancki. Posiadał budynek szkolny, pod który kamień węgielny położono w roku 1861. Szosę ze sztuczną nawierzchnią do dworca kolejowego w Budziwojowie zbudowano w roku 1905. Poczta funkcjonowała już w roku 1888. Przesyłki odbierano z dworca w Wilczycach 2 razy w ciągu dnia. Na początku XIX wieku we wsi były: dwa młyny, kuźnia, gospoda, przędzalnia wełny i browar. Działalność prowadziło 14 rzemieślników. Przed wojną wieś liczyła około 450 mieszkańców zajmujących się głównie rolnictwem. W rejestrze zabytków wymieniono 14 obiektów Gierałtowca. W okresie powojennym była tu także siedziba Gromadzkiej Rady Narodowej.

## Zabytki
Do wojewódzkiego rejestru zabytków wpisany jest:
- zespół dworski
  - dwór, obecnie szkoła podstawowa, z początku XVII w., XIX w., uchodził za jeden z piękniejszych w okolicy. Jego właścicielami były możne i znane na Śląsku rody: Richthofenów, Roedernów, Stollbergów, Reuissów, Schönaich-Carolath i Pücklerów
  - park, z XVIII w., drugiej połowy XIX w.